# Calisto obscura
Calisto obscura är en fjärilsart som beskrevs av Michener 1943. Calisto obscura ingår i släktet Calisto och familjen praktfjärilar. Inga underarter finns listade i Catalogue of Life.